# Legkisebb közös többszörös

A 2, 3, 4, 5 és 7 közös többszörösei minden lehetséges kombinációban. Középen az öt szám legkisebb közös többszöröse

A számelméletben két vagy több pozitív egész szám legkisebb közös többszörösén (röviden: lkkt) azt a legkisebb pozitív egész számot értjük, amely az egész adott számok mindegyikével osztható. Két vagy több adott szám közös többszörösei a számok legkisebb közös többszöröseinek többszörösei. A legkisebb közös többszöröst leggyakrabban a közönséges törtek közös nevezőre hozásánál használjuk.
Jele: [a,b].
A definíció kiterjeszthető az egész számok halmazára, ha azt annak a közös többszörösnek vesszük, ami minden közös többszörösnek osztója. Ez a definíció előjeltől eltekintve egyértelmű.

## Kapcsolata a legnagyobb közös osztóval
Két szám legnagyobb közös osztójának és legkisebb közös többszörösének szorzata egyenlő a két szám szorzatával:
(a,b)[a,b]=ab
Ez az állítás könnyen belátható törzstényezőkre bontással és a prímtényezők összegyűjtésével. 
A fenti azonosságból kikövetkeztethető, hogy ha két szám relatív prím egymáshoz, akkor legkisebb közös többszörösük és szorzatuk egyenlő.

## Kiszámítása

### A prímtényezőkre bontás módszerével
1. lépés: az adott számokat, amelyek legkisebb közös többszörösét keressük, prímtényezőkre bontjuk.
2. lépés: a legkisebb közös többszöröst úgy kapjuk meg, hogy a közös és nem közös tényezőket a legmagasabb hatványon összeszorozzuk.

Jelölés:
Az a és b szám legkisebb közös többszöröse: [a,b].
A prímtényezős felbontással kettőnél több szám legkisebb közös többszöröse is számítható.
Példa 1:
a = 8 = 2³

b = 25 = 5²

c = 4 = 2²
tehát:
[a,b,c] = 2³ × 5² = 200.
Példa 2:
[47311; 60401] = ?
47311 = 11² × 17 × 23

60401 = 11 × 17² × 19

tehát:
[47311; 60401] = 11² × 17² × 19 × 23 = 15281453.

### A legnagyobb közös osztó felhasználásával
Nagy számok esetén a törzstényezős felbontás nehéz feladat, de a legkisebb közös többszörös (lkkt) és a legnagyobb közös osztó (lnko) kapcsolata ekkor is hatékony módszert ad.
Ugyanis két szám szorzata egyenlő legnagyobb közös osztójuk, és legkisebb közös többszörösük szorzatával. Ez hatékony módszert ad a legkisebb közös többszörös meghatározására, mivel elég az euklideszi algoritmussal meghatározni a legnagyobb közös osztót, összeszorozni a két számot, majd a szorzatot elosztani a legnagyobb közös osztóval.
{\displaystyle \operatorname {lkkt} (a,b)={{|a\cdot b|} \over {\operatorname {lnko} (a,b)}}}
Például:
{\displaystyle \operatorname {lkkt} (21,6)={21\cdot 6 \over {\operatorname {lnko} (21,6)}}={21\cdot 6 \over {\operatorname {lnko} (3,6)}}={21\cdot 6 \over 3}={\frac {126}{3}}=42.}

## Háló
Az egész számok részben rendezhetők az oszthatóságra. Ebben a rendezésben az a egész szám nagyobb lesz a b egész számnál, ha a osztható b-vel. Ez a rendezett halmaz hálóvá válik a legnagyobb közös osztó, mint metszet, és a legkisebb közös többszörös, mint egyesítés műveletére.

## Lásd még
- Legnagyobb közös osztó

## Külső hivatkozások (angol)
- Kapcsolat a legnagyobb közös osztóval
- Online LCM kalkulátor
- Online LCM and GCD calculator - displays also fractions of given numbers
- LCM Quiz
- Algorithm for Computing the LCM
- Least Common Multiple from Wolfram MathWorld